# Motorola DynaTAC
El telèfon mòbil Dynatac 8000x fou desenvolupat l'any 1983 per Motorola, sent el primer telèfon mòbil del món que es podia aguantar amb una mà mentre es parlava. Es va posar a la venda el 13 de març del mateix any, pesava 800 grams i mesurava 33 per 4,5 per 8,9 centímetres.
En la data de sortida al mercat del producte, costava 3.995 dòlars nord-americans i tenia una bateria que només durava una hora de conversa. Un any més tard (1984) més de 300.000 persones havien comprat terminals DynaTAC. Aquest primer pas de la revolució dels mòbils va venir de la mà de Rudy Krolopp.
La Sèrie DynaTAC va ser succeïda per la Sèrie MicroTAC, el 1989, i aquesta per la Sèrie StarTAC. "TAC" era una l'abreviatura de Total Area Coverage en les tres sèries.

## Història
Durant el període 1968-1983, mentre Bell Labs desenvolupava el seu sistema AMPS, Motorola estava treballant en el disseny del seu propi telèfon mòbil, paral·lelament amb altres fabricants que dissenyaven telèfons mòbils per a aquest i altres sistemes. 
J.F. Mitchell, cap de productes de comunicació portàtils de Motorola, va encarregar el 1973 a Martin Cooper (exdirector general de la divisió de sistemes de Motorola), el disseny del DynaTAC, jugant ambdós un paper clau en l'avanç del desenvolupament dels equips de telefonia mòbil portàtils. Així, Martin Cooper és considerat com el desenvolupador clau del telèfon mòbil DynaTAC, que va ser el primer telèfon mòbil veritablement portàtil (es podia sostenir amb una mà tot parlant i era prou petit com per portar-lo a sobre amb comoditat). Abans existien telèfons mòbils "tipus maleta" que de fet eren "telèfons de cotxe", ja que tenien unes dimensions massa grans per portar-los damunt una persona amb comoditat (la definició de telèfon mòbil portàtil).
El Motorola DynaTAC 8000X era molt gran en comparació amb els telèfons actuals, també era molt car quan es va llançar al mercat el 1984 als E.U.A. L'elevat preu de venda al públic del DynaTAC, de 3,995 $ (al voltant de 9600 dòlars de 2016), presagiava que no es convertiria en un element del mercat de masses, però l'expansió va ser tal, que quan Mitchell es va retirar el 1998, els telèfons mòbils i els serveis associats representaven un valor de 30 mil milions d'USD (els dos terços dels ingressos de Motorola).

### 1ª trucada tècnica

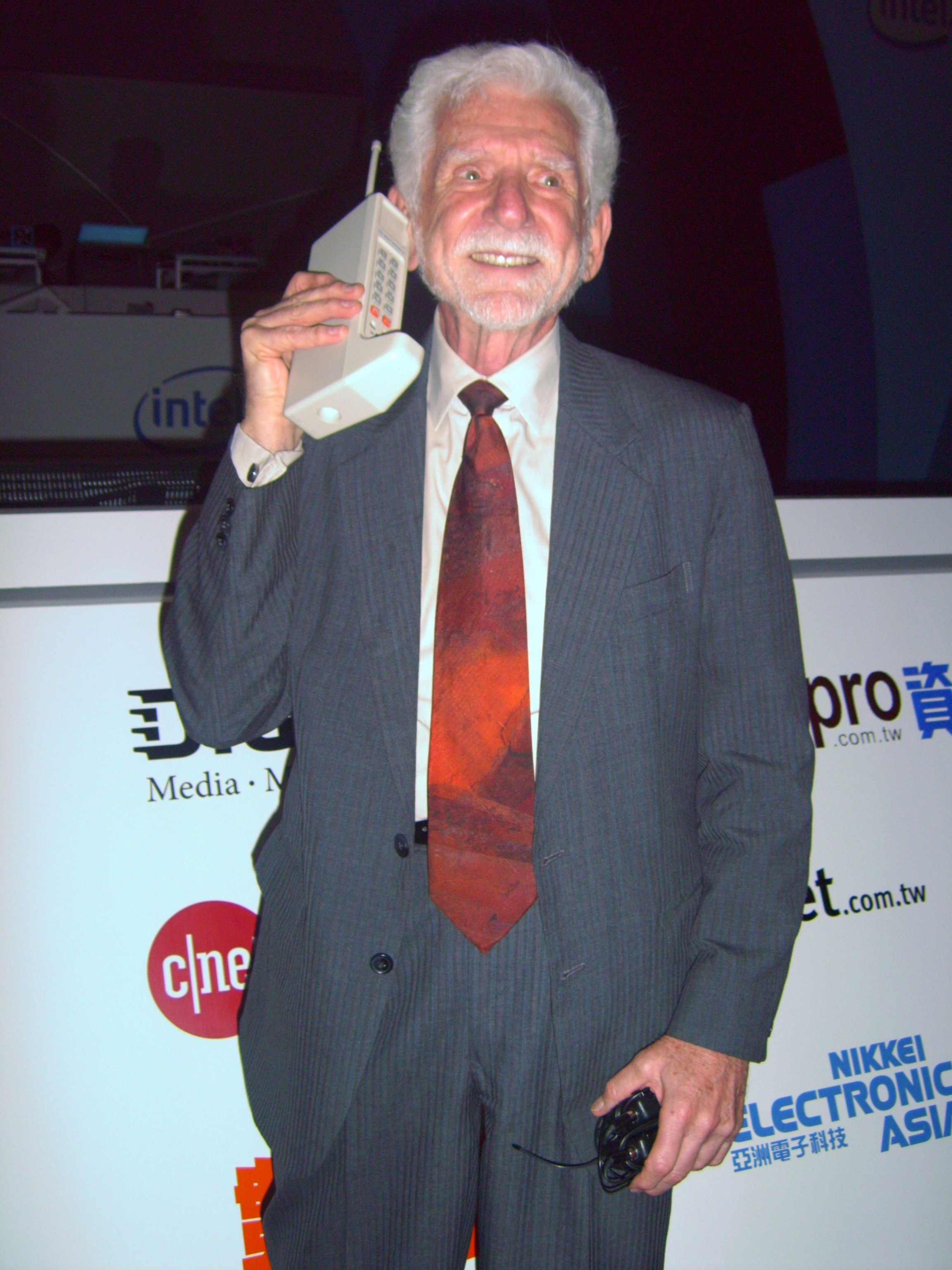
Martin Cooper utilitzant un Motorola DynaTAC.

Martin Cooper va dirigir l'equip que va dissenyar el DynaTAC 8000X, el primer telèfon mòbil disponible comercialment; va ser qui va realitzar, el 1973 a Nova York, la primera trucada telefònica "oficial" amb un prototip DynaTAC, passant a la història com la primera persona en fer una trucada telefònica des d'un mòbil analògic de mà. El Dr. Cooper, de la vorera estant, davant de l'Hotel Hilton de Manhattan, connectat amb una estació cel·lular base de proves de Motorola, va marcar el número de telèfon del seu rival, Joel Engel, cap de recerca de Bell Laboratories, una secció d'AT&T, que fou la principal competidora de Motorola en aquest camp durant les dècades de 1960 i 1970, creant la xarxa AMPS, que acabaria per instal·lar-se a Nova York i a la resta del món (Motorola, en no aconseguir-ho, va decidir fabricar terminals del sistema AMPS). El Dynatac es va connectar ràpidament amb l'estació cel·lular de Motorola a la Burlington Consolidated Tower, que va connectar la trucada a la xarxa fixa de l'ATT.

### 1ª trucada comercial
El 13 d'octubre de 1983, David D Meilahn va fer la primera trucada comercial amb un mòbil, des del seu Mercedes 380SL, emprant un DynaTAC per parlar amb Bob Barnett, expresident d'Ameritech Mobile Communications (subsidiària de Bell), que al seu torn va parlar també amb un DynaTAC des d'un Chrysler convertible amb el net d'Alexander Graham Bell, que es trobava a Alemanya per a l'esdeveniment. La trucada, realitzada des del Soldier Field de Chicago, és considerada per molts com un important punt d'inflexió en les comunicacions. Més tard, Richard H. Frenkiel, cap de desenvolupament de sistemes de Bell Laboratories, diria sobre el DynaTAC: "Ha estat un triomf real, un gran avenç".

## Descripció
La sèrie DynaTAC 8, Classic, Classic II, Ultra Classic i Ultra Classic II tenia una pantalla que utilitzava LEDs de 7-segments vermells; la sèrie DynaTAC International, LEDs verds, i la sèrie DynaTAC 6000XL feia servir una pantalla fluorescent de buit. Aquestes pantalles limitaven severament la informació que podien mostrar. La bateria permetia una trucada de fins només 60 minuts, llavors era necessari recarregar el telèfon: 10 hores en un carregador lent o una hora en un carregador ràpid, que es venia com un accessori separat. La sèrie DynaTAC 6000, encara que conservava el nom de DynaTAC, no tenia cap relació amb la sèrie DynaTAC 8000, ja que era un telèfon transportable destinat a ser instal·lat a un vehicle.
A part del típic teclat numèric telefònic, tenia nou tecles especials, situades per sota d'aquest (keypad):
- Rcl (Recall).

- Clr (Clear).
- Snd (Send).
- Sto (Store).
- Fcn (Function).
- End (End).
- Pwr (Power).
- Lock (Lock).
- Vol (Volume).

## Models
America series (analògic)
- DynaTAC 8000X
- DynaTAC 8000
- DynaTAC 8000
- DynaTAC 8000M
- DynaTAC 8500x
- DynaTAC 8900x (1989)
- International 3200/3300
- Ultra Classic/II

International series (GSM)
- International 3200/3300